# Francisco Raúl Villalobos Padilla
Francisco Raúl Villalobos Padilla (1 de fevereiro de 1921 – Saltillo, 3 de fevereiro de 2022) foi um prelado mexicano da Igreja Católica Romana. Villalobos Padilla nasceu em Guadalajara e foi ordenado sacerdote em 2 de abril de 1949. Foi nomeado bispo auxiliar da Diocese Católica Romana de Saltillo em 4 de maio de 1971, bispo titular de Columnata e consagrado em 4 de agosto de 1971. Nomeado bispo de Saltillo em 4 de outubro de 1975, aposentando-se do cargo em 30 de dezembro de 1999. Ele completou 100 anos em 2021.
Morreu em 3 de fevereiro de 2022 de complicações da COVID-19, aos 101 anos de idade, em um hospital de Saltillo.